# Коренівка (Конотопський район)
Корені́вка — село в Україні, у Конотопському районі Сумської області. Населення становить 44 осіб. До 2017 орган місцевого самоврядування — Вознесенська сільська рада.

## Географія
Село Коренівка розташоване між селом Сорока та селищем Сорочинське (1,5 км).
По селу тече струмок, що пересихає із загатою.

## Історія
- Село постраждало внаслідок геноциду українського народу, проведеного урядом СССР 1932–1933 та 1946–1947 роках.
- 12 червня 2020 року, відповідно до розпорядження Кабінету Міністрів України № 723-р «Про визначення адміністративних центрів та затвердження територій територіальних громад Сумської області», село увійшло до складу Буринської міської громади[1].
- 19 липня 2020 року, в результаті адміністративно-територіальної реформи та ліквідації Буринського району, увійшло до складу новоутвореного Конотопського району[2].

## Економіка
- Молочно-товарна ферма.